# Robert Coleman Richardson
Robert Coleman Richardson (Washington, 26 giugno 1937 – Ithaca, 19 febbraio 2013) è stato un fisico statunitense, premio Nobel per la fisica nel 1996 assieme a David Lee e Douglas Osheroff per la scoperta della superfluidità dell'elio-3..